# Алфарела-де-Жалеш
Алфарела-де-Жалеш (порт. Alfarela de Jales)  —  населённый пункт и район в Португалии,  входит в округ Вила-Реал. Является составной частью муниципалитета  Вила-Пока-де-Агиар. По старому административному делению входил в провинцию Траз-уж-Монтиш и Алту-Дору. Входит в экономико-статистический  субрегион Алту-Траз-уш-Монтеш, который входит в Северный регион. Население составляет 447 человек на 2001 год. Занимает площадь 13,57 км².